# Plaine (rivière)
Pour les articles homonymes, voir Plaine (homonymie).
La Plaine est une rivière française du Grand Est qui coule dans les départements du Bas-Rhin, des Vosges et de Meurthe-et-Moselle. C'est un affluent droit de la Meurthe, donc un sous-affluent de la Moselle, dans le bassin versant du fleuve le Rhin.

## Géographie
La Plaine naît sur la pente ouest du Donon, à l'aplomb du col entre les Donons, à une altitude de 750 mètres, dans le département du Bas-Rhin, sur la partie du territoire de Grandfontaine que revendique la commune de Raon-lès-Leau.
Son cours, présente une orientation générale allant du nord-est vers le sud-ouest, direction qu'elle adopte peu après sa naissance et qu'elle maintient tout au long de son parcours de 34,3 kilomètres. La pente moyenne, depuis sa naissance à sa confluence avec la Meurthe est de 1,62 %, avec de fortes variations suivant les tronçons de la rivière (voir tableau).
Elle conflue avec la Meurthe en rive droite, au lieu-dit l'Avotte à Raon-l'Étape, à 284 mètres d'altitude. La rivière matérialise sur la quasi-totalité de son cours la limite entre les départements de Meurthe-et-Moselle et des Vosges. Elle donne son nom à la communauté de communes de la Vallée de la Plaine qui associe neuf localités de ces deux départements.

### Communes et cantons traversés
La Plaine arrose sur sa rive droite Raon-lès-Leau, Bionville et Pierre-Percée, sur sa rive gauche Raon-sur-Plaine, Luvigny, Vexaincourt, Allarmont, Celles-sur-Plaine et Raon-l'Étape.

| Tronçons                                                 | Longueur rectiligne | Altitude amont | Altitude aval | Différence de niveau | Pente moyenne |
| -------------------------------------------------------- | ------------------- | -------------- | ------------- | -------------------- | ------------- |
| Source - Grandfontaine - Raon-lès-Leau / Raon-sur-Plaine | 5 625 m             | 755 m          | 435 m         | 320 m                | 5,69 %        |
| Raon-Lès-Leau - Bionville / Raon-sur-Plaine - Luvigny    | 2 250 m             | 435 m          | 400 m         | 35 m                 | 1,56 %        |
| Bionville / Luvigny - Vexaincourt                        | 2 425 m             | 400 m          | 390 m         | 10 m                 | 0,41 %        |
| Bionville / Vexaincourt - Allarmont                      | 2 750 m             | 390 m          | 346 m         | 44 m                 | 1,60 %        |
| Bionville / Allarmont - Celles-sur-Plaine                | 6 250 m             | 346 m          | 315 m         | 31 m                 | 0,50 %        |
| Pierre Percée / Celles-sur-Plaine - La Trouche           | 6 125 m             | 315 m          | 293 m         | 22 m                 | 0,36 %        |
| La Trouche - Raon-l'Étape                                | 3 800 m             | 293 m          | 284 m         | 9 m                  | 0,24 %        |

### Bassin versant
La Plaine traverse les quatre zones hydrographiques A620, A621, A622 et A623 pour une superficie totale de 127 km2. Ce bassin versant est constitué à 91,37 % de « forêts et milieux semi-naturels », à 4,00 % de « territoires agricoles », à 2,54 % de « surfaces en eau », à 2,18 % de « territoires artificialisés »

## Affluents
Affluents et sous-affluents principaux, de l'amont vers l'aval. Selon les cartes consultées, des appellations sont parfois différentes.
- En rive gauche :
  - les Goudiots, ruisseau ;
  - ruisseau de la Maix ;
  - ruisseau de Ménombru (Ménonrupt ?) ;
  - ruisseau de la Sciotte ;
    - ruisseau de la Haute Sciotte,
    - le Grand Goutty ;

  - ruisseau de Grand Roué ;
    - fontaine[2] de Riangoutte
    - fontaine du Coquin,
    - fontaine des Bœufs,
    - fontaine de Letté ;

  - ruisseau de Benameix ;
  - ruisseau de Derzonnier (Derzognier) ;
    - fontaine des Chevreuils,
    - fontaine des Oiseaux,
    - fontaine du Pré Cerisier.
- En rive droite :
  - ruisseau de Requival ;
  - ruisseau de Rambiroche ;
  - ruisseau du col de la Borne ;
  - ruisseau de la Chapelotte ;
  - ruisseau du Haut des Planches ;
  - ruisseau de Chararupt ;
  - ruisseau du Vieux Pré (ruisseau Henri Alcher) ;
  - ruisseau de Vohné ;
  - ruisseau de la Forge Évrard ;
  - ruisseau du Charmois.

## Hydrologie
La Plaine est une rivière abondante, comme la plupart des cours d'eau issus des collines vosgiennes. 

### La Plaine à Raon-l'Étape
Son débit a été observé durant une période de 38 ans (1970-2008), à Raon-l'Étape, localité située peu avant son débouché dans la Meurthe . Le bassin versant de la rivière y est de 116 km2, soit plus de 90 % de sa totalité qui fait 127 km2.
Le module de la rivière à la station de Raon-l'Étape est de 2,25 m3/s.
La Plaine est une rivière présentant des fluctuations saisonnières de débit peu marquées, avec une période de hautes eaux allant de la fin de l'automne jusqu'au début du printemps, et portant le débit mensuel moyen à un niveau situé entre 2,36 et 3,12 m3/s, de décembre à mai inclus (avec un maximum en février). Dès fin mai le débit diminue lentement (1,94 m3/s en juin) pour aboutir à la période des basses eaux qui se déroule d'août à octobre inclus, entraînant une baisse du débit moyen mensuel allant jusqu'à 1,47 m3/s au mois de septembre, ce qui reste très élevé pour un aussi petit cours d'eau. Les fluctuations de débit peuvent cependant être plus importantes selon les années et sur des périodes plus courtes.

### Étiage ou basses eaux
À l'étiage le VCN3 peut chuter jusque 0,400 m3/s, en cas de période quinquennale sèche, soit 400 litres par seconde, ce qui ne peut certainement pas être qualifié de sévère, caractéristique que l'on retrouve rarement parmi les cours d'eau de Lorraine.

### Crues
Les crues, quant à elles, peuvent être fort importantes, compte tenu bien sûr de l'exiguïté du bassin versant. Les QIX 2 et QIX 5 valent respectivement 12 et 17 m3/s. Le QIX 10 est de 20 m3/s et le QIX 20 de 23 m3/s. Quant au QIX 50, il monte à 26 m3/s. Ces chiffres sont proportionnellement presque aussi importants que ceux de la Meurthe et dépassent les deux tiers de ceux du Madon.
Le débit instantané maximal, enregistré à Raon-l'Étape durant cette période, a été de 31,4 m3/s le 26 mai 1983 tandis que le débit journalier maximal enregistré était de 29 m3/s le même jour. Si l'on compare le débit maximal effectivement enregistré aux différents QIX de la rivière décrits plus haut, l'on constate que cette crue était bien plus que cinquantennale et donc très exceptionnelle.

### Lame d'eau et débit spécifique
La Plaine est une rivière très abondante comme bien des cours d'eau du bassin de la Moselle. La lame d'eau écoulée dans son bassin versant est de 613 millimètres annuellement, ce qui est près de deux fois supérieur à la moyenne d'ensemble de la France tous bassins confondus, et supérieur aussi à la moyenne du bassin de la Moselle (445 mm/an à Hauconcourt, en aval de Metz) comme de la Meurthe (425 mm/an à Malzéville à l'entrée de Nancy). Le débit spécifique de la rivière (ou Qsp) affiche de ce fait le chiffre solide de 19,4 litres par seconde et par kilomètre carré de bassin.

### Note
Depuis la création du Vieux Pré, la Plaine, par l'intermédiaire de la Meurthe, apporte un complément en volume d'eau à la Moselle, afin de limiter la montée en température de cette dernière après le refroidissement des installations de la centrale nucléaire de Cattenom. En cas de période de sécheresse prolongée, (comme en 2003). Les lâchages se produisent essentiellement en période estivale, et peuvent, dans ces périodes, occasionner des débits importants pour la Plaine.

## Aménagements et écologie

### Qualité des eaux
En 2006, l'Agence de l'eau Rhin-Meuse attribuait à l'eau de la Plaine, analysée au niveau de Raon-l'Étape, la qualité de « bonne » (catégorie 1B) .  Tout au long des années 1990-2006, la qualification des eaux a été soit « bonne » soit « très bonne ». On constate en 2006, un peu trop d'ions ammonium (NH4+). Avec le beau chiffre de 89 % de saturation en oxygène, soit 8,8 milligrammes par litre, l'oxygénation des eaux de la rivière est tout à fait satisfaisante.

### Pêche
La Plaine est classée comme cours d'eau de première catégorie sur la totalité de son parcours. C'est donc ce que l'on appelle une rivière à truites. On y trouve en effet la truite fario, l'ombre commun et les cyprinidés d'eau vive. Dans les ruisseaux affluents dont les eaux sont au moins de tout aussi bonne qualité, on retrouve la truite fario. Dans le lac de la Plaine, ainsi que dans les autres plans d'eau du bassin, on peut pêcher le brochet, la perche, les cyprinidés et la truite arc-en-ciel.

### Lac de la Plaine
En aval de Celles-sur-Plaine, le lac de la Plaine - réalisé pour compléter le rôle du lac de Pierre-Percée - est aussi le pôle d'une zone de loisirs et de tourisme. D'une superficie de 29 hectares, il a été creusé par EDF et mis en eau en 1983. On y pêche des truites fario et arc-en-ciel, des carnassiers (brochets, perches) et des cyprinidés.

### Activités humaines liées à la rivière
- Le flottage du bois
- Les scies à bloc, hauts-fers, moulins, battants, turbines et scieries.
- L'industrie textile: filatures, tissages…

## Histoire
La Plaine traversait l'ancien comté de Salm lors du partage en 1751 entre un comté de Salm lorrain et une principauté de Salm-Salm, elle servit de frontière, la rive droite allant à la Lorraine bientôt française, et la gauche aux princes rattachés au Saint-Empire romain germanique. Le même tronçon de la rivière concerné sert à présent de limite administrative (départementale, communale) la rive droite étant en Meurthe-et-Moselle, et la gauche dans les Vosges.
Après la défaite de 1870, et la signature du Traité de Francfort, plusieurs villages de la haute vallée de la Plaine deviennent frontaliers avec l'Allemagne (Reichsland) : Raon-les-Leau, Raon-sur-Plaine, et Vexaincourt.
Durant toute la guerre 1914-1918, Allarmont ainsi que les villages en amont resteront sous occupation allemande. Bionville verra la quasi-totalité de ses hameaux (Le Taurupt, Le Pré aux Graines, Le Halbach, Le Centres et Les Noires Colas) également occupés, à l'exception de celui des Colins qui sera un lieu de combat et pratiquement détruit. Celles-sur-Plaine demeurera française. La ligne de front s'étant stabilisée, venait de l'ouest par le col de la Chapelotte et remontait vers le Pain de Sucre et le Coquin vers l'est. Un centre d'interprétation-musée sis à La Menelle, à proximité de Celles-sur-Plaine, permet de comprendre l'importance et la localisation des combats.
Pendant la Seconde Guerre mondiale, la résistance fut très active dans la vallée de la Plaine ; en témoignent les nombreuses stèles commémorant l'exécution de partisans et civils fusillés notamment dans le cadre de la répression menée par les troupes allemandes contre l'opération Loyton déployée dans cette vallée et celle, parallèle, du Rabodeau.